# Саканьєт
Саканьєт (ісп. Sacañet (офіційна назва), валенс. Sacanyet) — муніципалітет в Іспанії, у складі автономної спільноти Валенсія, у провінції Кастельйон. Населення — 78 осіб (2010).

## Географія
Муніципалітет розташований на відстані близько 260 км на схід від Мадрида, 60 км на захід від міста Кастельйон-де-ла-Плана.
На території муніципалітету розташовані такі населені пункти: (дані про населення за 2010 рік)
- Каналес: 28 осіб
- Саканьєт: 50 осіб

## Демографія
Динаміка населення (INE ):

## Галерея зображень

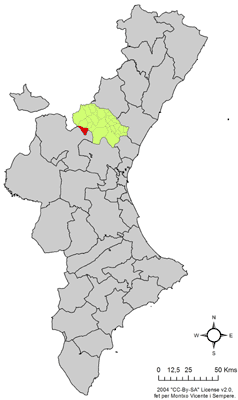
Розташування муніципалітету Саканьєт у автономній спільноті Валенсія
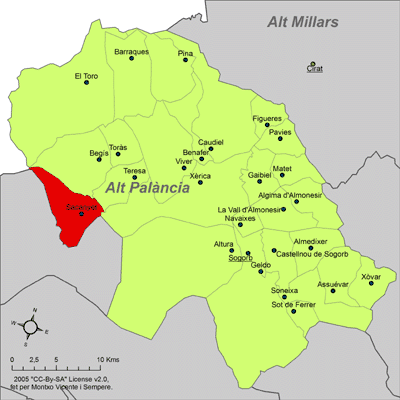
Розташування муніципалітету Саканьєт у комарці Альто-Палансія